# Genay (Côte-d’Or)
Genay – miejscowość i gmina we Francji, w regionie Burgundia-Franche-Comté, w departamencie Côte-d’Or.
Według danych na rok 1990 gminę zamieszkiwało 308 osób, a gęstość zaludnienia wynosiła 22 osoby/km² (wśród 2044 gmin Burgundii Genay plasuje się na 607. miejscu pod względem liczby ludności, natomiast pod względem powierzchni na miejscu 693.).